# Грейг, Дэниел
Дэниел Грейг (англ. Daniel Greig; 13 марта 1991 года, Мельбурн) — австралийский конькобежец-спринтер.

## Биография
Первоначально занимался роликобежным спортом. Участвовал на чемпионатах мира среди юниоров в 2007 и 2008 годах.
После переезда в Херенвен, Нидерланды, стал заниматься конькобежным спортом.
Дебютировал в Кубке мира в сезоне 2009/2010.
Участвовал на чемпионате мира в спринтерском многоборье в 2010 (33-е место), 2011 (17-е место), 2012 годах (26-е место).
В 2014 году на чемпионате мира в спринтерском многоборье завоевал бронзу.
Принимал участие на зимних Олимпийских играх 2014 года в Сочи завоевав 39-е место на дистанции 500 метров.